# Războiul Ruso-Turc (1735–1739)
Războiul Ruso-Turc din 1735–1739 a fost cauzat de tentativele de expansiune ale rușilor la Marea Neagră precum și incursiunile tătarilor crimeeni în Ucraina. Acestea au fost aceleași motive care au dus și la alte conflicte în trecut.

## Contextul
Țarina Ana a Rusiei a participat cu succes la Războiul pentru Succesiunea Poloniei și l-a impus pe tronul polono-lituanian pe August al III-lea. Ostilitățile au luat sfârșit printr-un acord semnat în 1735, dar acest conflict și rezultatul său a creat tensiune la Constantinopol. Un alt pretendent la tronul polon, Stanisław Leszczyński, fusese susținut și de Franța, care la rândul său era în bune relații cu sultanul Mahmud I.
După încheierea Războiului de Succesiune, Rusia și-a reorientat spre sud politica externă. În cadrul războiului ruso-persan din 1722–1723⁠(fi)[traduceți], Rusia a obținut unele teritorii persane, dar s-a arătat dispusă să renunțe la pretenții în schimbul unei alianțe antiotomane. Drept casus belli, Rusia a folosit raidurile tătărești în Ucraina și a lansat în primă fază un atac asupra Hanatului Crimeei. Operațiunea s-a soldat cu un eșec. La rândul său, după mai multe operațiuni în 1730–1736, Războiul Turco-Persan s-a încheiat cu pacea de la Bagdad din 1734, dar Persia și-a reactivat beligeranța de această dată alături de Rusia.
Feldmareșalul Burkhard Christoph von Münnich⁠(en)[traduceți] a reechipat și reînzestrat armata rusă. El era dornic să demonstreze rezultatele reformelor sale, dar avea nevoie de timp pentru ca soarta războiului să se întoarcă în favoarea sa.

## Campaniile din 1736
Până în 1736, Rusia a avut inițiativa în conflict. Armata Niprului, condusă de Münnich și numărând 62.000 de oameni a atacat cetățile otomane de pe Istmul Perekop în mai 1736. În iunie, a ocupat capitala Crimeei, Bahcisarai și în iulie, cetatea Oceacov. Münnich era pe val și făcea planuri de cucerire a Constantinopolului, ceea ce ar fi asigurat accesul rușilor din Marea Neagră în Marea Mediterană și gonirea otomanilor din Europa, dar nu i-a mai putut surprinde pe tătari în câmp deschis. Münnich își pregătise însă în Ucraina provizii de cereale, completate cu cele confiscate de prin Crimeea, doar pentru circa două luni.
Deși declarația de război era în vigoare, atacul rusesc asupra Crimeei i-a luat prin surprindere pe otomani. Marele vizir Silahdar Seyyid Mehmed Paşa⁠(d) a început mobilizarea abia în aprilie, când a primit vestea invaziei rusești. Otomanii veneau în ajutorul tătarilor, care la rândul lor duceau un război de gherilă împotriva armatei ruse, mai puternice și mai moderne. Ei atacau liniile de aprovizionare ale inamicului, dădeau mici lovituri unor detașamente mai izolate, și ardeau câmpurile și casele din calea rușilor. Münnich nu a reușit să-și aprovizioneze corespunzător forțele, și a întâmpinat dificultăți în a înainta pe teren mai accidentat. Mai mult, armata sa a început să sufere de epidemii, și a pierdut mulți oameni din cauza bolilor. În toamnă, a fost obligat să se retragă.
La 19 iunie, o altă armată rusească, Armata Donului condusă de Peter de Lacy, cu 28.000 de oameni, a luat Azovul cu ajutorul flotilei Donului. Turcii s-au apărat cu vigoare, dar asediul a fost scurtat de distrugerea depozitului de muniții al cetății. Comandantul turc a convenit o capitulare condiționată de libera trecere, pe care a primit-o în sunetul fanfarei armatei lui Lacy. În garnizoană trăiau 3.500 de bărbați și 2.500 de femei și copii. În iulie, Lacy a pornit și el către Crimeea, dar a întâmpinat aceleași probleme de logistică pe care le avusese și Münnich și s-a retras la Azov. În anul 1736, efortul rusesc de război a constat în 30.000 de oameni, dintre care 2.000 au murit în lupte.

### Pacea persană

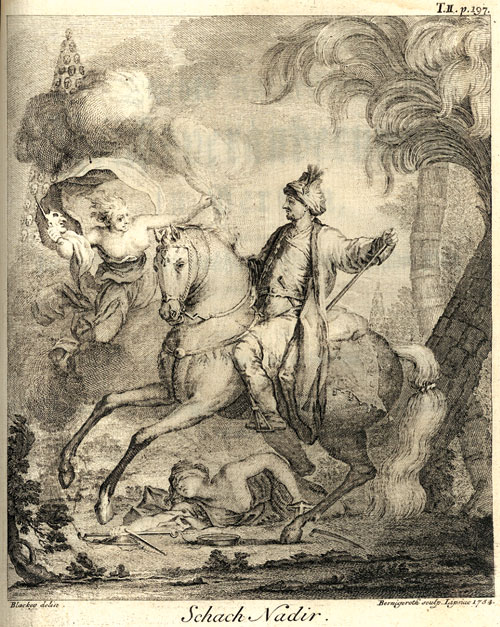
Nadir Șah, desen din 1769 de pe o carte tipărită.

„Napoleonul Persiei”, cum era numit Nadir Șah, a semnat un acord cu otomanii la Constantinopol la 17 octombrie 1736. Frontierele convenite erau aceleași cu cele stabilite în timpul sultanului Murat al IV-lea cu un secol în urmă. Războiul din Persia mersese bine pentru otomani, dar pacea acordată persanilor era una generoasă. Otomanii nu au regretat însă aceasta, deoarece acum își puteau concentra efortul în nord, contra Rusiei. Ajuns la putere în 1726 în urma unei răscoale din Afganistan, Nadir a fost ales în 1736 șah al Persiei. El a înlăturat vechea dinastie safavidă și a fondat noua dinastie Afsharidă⁠(d).

## Războiul în 1737
Ostilitățile s-au reluat în anul următor, Lacy atacând Crimeea pe o altă rută și reușind să provoace pierderi grele tătarilor cu o armată de 40.000 de oameni. Simultam, Münnich a trecut Niprul cu 80.000 de oameni în câmpiile Ucrainei, suprinzând din nou cetatea Oceacov, pe care a cucerit-o în urma unei alte norocoase explozii a depozitului de muniții. Au reapărut apoi însă aceleași probeleme ca în campania din anul precedent; lipsa de provizii și epidemiile l-au forțat să se întoarcă din nou spre nord-est.
Imperiul Otoman și Rusia au întreținut în continuare negocieri de pace. Emisarii Austriei au jucat rol de mediator până la sfârșitul verii lui 1737, deși Austria semnase un acord secret cu rușii încă din ianuarie. Acțiunile rușilor au eșuat, ceea ce i-a făcut pe aceștia să se arate dispuși să împartă prada cu Habsburgii austrieci. Austria dorea să se implice mai mult în Balcani, și în același timp să limiteze influența rusească. Negocierile cu otomanii, purtate în cadrul congresului de la Nemirow, au esuat în august, iar austriecii au intrat în război de partea rușilor. Armatele austriece au atact Niš și Vidin așteptându-se să primească întăriri rusești prin Țara Românească. Austriecii au ocupat Nišul, dar succesele lor au scăzut după aceea. Otomanii au recucerit Nišul în octombrie și Austria a suferit o serie de înfrângeri.
Yeğen Mehmed pașa a fost numit mare vizir la 3 decembrie 1737. Armata otomană a început să dea semne de redresare și cursul războiului a început să-i fie favorabil.

## Campaniile din 1738
În 1738, războiul s-a desfășurat similar. Lacy a atacat din nou Crimeea, dar nu a mai avut succes. Münnich a pornit spre vest de această dată cu 100.000 de oameni către Nistru, dar din nou a fost forțat să se retragă de foamete, lipsă de provizii, epidemii și de hărțuirea turcilor. În Balcani, armata austriacă nu reușea să se impună în fața otomanilor.
Iarna, s-au încercat noi tratative de pace, care nu au reușit nici de această dată să se materializeze, din două motive. Pe de o parte, după succesele repurtate contra Austriei, turcii și-au mărit pretențiile, și pe de altă parte Münnich reușise să o convingă pe țarină să-i accepte „planul oriental”, acela de a invada Principatele Dunărene, vasale otomanilor, și de a le folosi apoi ca bază pentru atacarea Constantinopolului.

## Campaniile din 1739

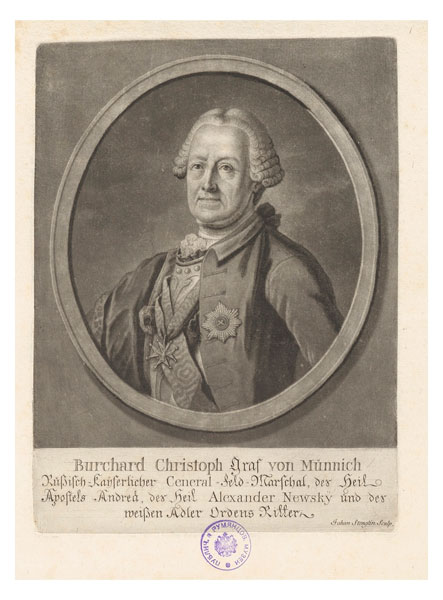
Feldmareșalul

Münnich și-a dus în 1739 o mare armată pe Prut, ca și Petru cel Mare în Războiul Ruso-Turc din 1711. Ca și înainte, Münnich a înaintat prea mult și legăturile sale cu armata din Rusia au rămas expuse atacurilor turcilor și tătarilor. Otomanii l-au încercuit, dar Münnich nu a descurajat și a lansat un atac în urma căruia a reușit, ca prin minune, să rupă încercuirea. În august, la Stăuceni, el a simulat un atac, după care i-a surprins și i-a distrus pe turci. În plus, Münnich a cucerit Hotinul aproape fără luptă. După ce au căpătat astfel acces la proviziile turcilor, rușii au reușit să ocupe și mare parte din Țara Românească la sfârșitul verii și începutul toamnei lui 1739. Rușii au avut destul de mult succes până când Münnich a primit cu surprindere vestea că austriecii ceruseră pace.
În 1739, generalii otomani și-au concentrat forțele pe Dunăre pe frontul austriac, unde austriecii nu au putut aduna decât un sfert din forțele pe care le aveau otomanii. În luptă deschisă, ei ar fi fost zdrobiți, așa că s-au retras la Belgrad. Armata lui Münnich a rămas astfel între otomani și Marea Neagră fără sprijin din flanc.

## Pacea
Austria a semnat pacea de la Belgrad la 21 august 1739 renunțând la teritoriile obținute prin pacea de la Passarowitz în 1718, nordul Serbiei, nordul Bosniei și Oltenia.
Din cauza păcii semnate de austrieci, rușii nu au putut profita de succesele lui Münnich, întrucât flancul rămăsese descoperit. În plus, perspectiva unui nou război cu Suedia i-a obligat și pe ruși să accepte pacea. Pacea de la Niš s-a semnat la 3 octombrie 1739. Rușii au obținut o pace puțin mai favorabilă, prin aceea că le rămânea Azovul cucerit la începutul războiului, dar cu condiția de nu-l fortifica. Rușii au suferit cele mai grele pierderi în război, mai ales din cauza epidemiilor. Deși Münnich nu a planificat atent și a făcut planuri prea îndrăznețe, el a avut dreptate în aceea că armata rusă modernizată devenise mai puternică decât cea otomană.
Pacea de la Niš a dus la 30 de ani de pace pentru Imperiul Otoman, timp în care vecinii și inamicii săi au fost ocupați cu alte războaie. La est, Persia lui Nadir Șah a dus mai multe războaie cu vecinii înainte de a fi asasinat. La vest și la nord, Austria și Rusia au fost implicate mai întâi în Războiul de Succesiune Austriacă din 1740–1748 și apoi în Războiul de Șapte Ani din 1756–1763. Pentru puterea Imperiului Otoman, aceasta nu a fost un fenomen favorabil, armata sa rămânând în afara conflictelor europene și nemodernizându-se într-o perioadă în care s-au dezvoltat numeroase inovații, aplicații și tehnici de luptă.